# آرثر فريمان
آرثر فريمان (15 أكتوبر 1871 - 30 نوفمبر 1948)  (بالإنجليزية: Arthur Freeman)‏ هو لاعب كريكت بريطاني (وحمل سابقاً جنسية المملكة المتحدة لبريطانيا العظمى وأيرلندا).